# XML Paper Specification
Pour les articles homonymes, voir XPS et Metro.
Le XML Paper Specification (XPS) (anciennement Metro) est un langage de description de page, développé par Microsoft, destiné à concurrencer en partie le PDF pour la description de documents fixes et destinés à l'archivage et à l'impression.
Il peut théoriquement être créé par n'importe quelle application. Le document ainsi généré est fidèle au fichier source avec toutes les polices et autres informations contenues dans celui-ci. C'est un format aussi bien d'archive qu'un document de partage indépendant des applications bureautiques. Le XPS est devenu le standard ECMA-388 depuis juin 2009.

## Spécifications
Le XPS est conçu pour les documents numériques destinés à l'impression et l'archivage, et le format supporte de nombreuses technologies Microsoft, notamment le Windows Color System pour la gestion des couleurs, et le format HD Photo pour l'insertion d'images. Le format permet aussi l'inclusion de primitives WPF pour certains effets.
L'ensemble est décrit à l'aide du langage XAML, un dialecte XML, et empaqueté dans un fichier à l'aide du format ZIP.
Contrairement au PDF, il ne devrait pas intégrer de liens dynamiques ni d'interactivité.
Le format permet d'intégrer des données vectorielles 2D et des polices de caractères, ainsi que des informations pour la protection du document par DRM.
Les spécifications complètes sont mises à disposition gratuitement et sous licence par Microsoft.

## Prise en charge
Le format est, en 2010, géré par quasiment toutes les versions des Windows[réf. nécessaire].
Malgré la licence libre de ce format pour lequel Microsoft a signé une clause de non poursuite en justice, XPS ne semble pas rencontrer un grand succès à ce jour face au PDF d'Adobe[réf. nécessaire].
Le format est géré en lecture par IE 7, et en écriture par Microsoft Office 2007 avec l'installation d'un module supplémentaire. Il est aussi possible de créer des documents XML en utilisant l'imprimante Microsoft XPS Document Writer installée par défaut à partir de Windows XP SP2.
Plusieurs autres logiciels sont également capables de lire le format :
| Nom                | Plateforme                                                                        | Fonctionnalités |
| ------------------ | --------------------------------------------------------------------------------- | --- |
| Evince             | - Linux                                                                           | Logiciel libre de visualisation de documents capable de lire des formats variés. Il peut afficher les documents XPS grâce à la bibliothèque logicielle libgxps. Il fait partie du projet GNOME.                                   |
| Harlequin RIP      | Microsoft Windows, Mac OS X, Linux, ThreadX, etc.                                 | Fournit un rendu des fichiers XPS pour impression ou affichage à l'écran. Utilisé dans les imprimantes de bureau, les systèmes professionnels d'impression digitale, la prépresse ainsi que des applications logicielles variées. |
| MuPDF              | - Linux - Microsoft Windows - BSD à partir du code source. - iOS via l'App Store. | Un logiciel léger (sous licence GPL v3) pour le visionnage de documents PDF et XPS. |
| Okular             | - Linux - FreeBSD - Microsoft Windows - Solaris                                   | Visionneuse de documents du projet KDE. Peut afficher les documents XPS. |
| STDU Viewer        | Microsoft Windows                                                                 | Affiche et organise les documents XPS. Prend également en charge d'autres formats de documents électroniques. |
| Sumatra PDF        | Microsoft Windows                                                                 | Logiciel libre qui peut afficher les documents XPS (parmi d'autres formats) depuis sa version 1.5, grâce à MuPDF. |
| Xara Xtreme        | Microsoft Windows                                                                 | Logiciel partiellement libre de dessin vectoriel. Permet d'exporter au format XPS et propose une version bêta de l'import XPS. |
| XPS Annotator      | Microsoft Windows                                                                 | Logiciel de visionnage de fichiers XPS qui peut également signer électroniquement et annoter les documents XPS, afficher les signatures électroniques et convertir les fichiers XPS en formats d'image courants.                  |
| XPS Viewer for Mac | Mac OS X                                                                          | |